# 감마 분포
감마 분포는 연속 확률분포로, 두 개의 매개변수를 받으며 양의 실수를 가질 수 있다.
감마 분포는 지수 분포나 푸아송 분포 등의 매개변수에 대한 켤레 사전 확률 분포이며, 이에 따라 베이즈 확률론에서 사전 확률 분포로 사용된다.
매개변수 {\displaystyle k}가 정수인 경우 감마 분포는 얼랑 분포가 된다.

## 확률 밀도 함수
감마 분포의 확률 밀도 함수는 감마 함수를 써서 나타낼 수 있다.
{\displaystyle f(x;k,\theta )=x^{k-1}{\frac {e^{-x/\theta }}{\theta ^{k}\,\Gamma (k)}}\ \mathrm {for} \ x>0\,\!}
여기서 {\displaystyle k(>0)}는 형상모수이고, {\displaystyle \theta (>0)}는 척도모수이다.

## 성질
만약 확률변수 {\displaystyle X_{1},\cdots ,X_{n}}가 독립이며 각각 {\displaystyle X_{i}\sim \mathrm {Gamma} (k_{i},\theta )}의 분포를 가진다면, 확률변수들의 합은 다음과 같은 분포를 따른다.
{\displaystyle \sum _{i}X_{i}\sim \mathrm {Gamma} (\sum _{i}k_{i},\theta )}
{\displaystyle X\sim \mathrm {Gamma} (k,\theta )}인 확률변수 {\displaystyle X}에 상수를 곱한 경우는 척도모수에 영향을 준다.
{\displaystyle cX\sim \mathrm {Gamma} (k,c\theta )}

### 다른 분포와의 관계
- 모양 매개변수 {\displaystyle k}가 정수인 경우 얼랑 분포에 포함된다.
- {\displaystyle k=1,\theta =1/\lambda }는 지수 분포가 된다.
- {\displaystyle k=\nu /2,\theta =2}는 카이제곱 분포가 된다. 이 때 자유도는 {\displaystyle \nu }이다.

### 켤레 사전 확률
감마 분포는 푸아송 분포, 지수 분포, 정규 분포(평균을 알고 있을 경우), 파레토 분포, 감마 분포(모양 매개변수를 알 경우)와 역감마 분포(모양 매개변수를 알 경우) 등의 분포와 켤레 사전 확률 분포를 이룬다.

## 같이 보기
- 확률분포
  - 지수분포
  - 얼랑 분포(Erlang distribution)
  - 일반화 감마 분포(Generalized gamma distribution)
  - 카이제곱 분포